# 国際連盟国際法典編纂会議
国際連盟国際法典編纂会議（こくさいれんめいこくさいほうてんへんさんかいぎ、英語: League of Nations Codification Conference）は1930年3月13日から4月12日までデン・ハーグで開催された、それまで徹底的に検討されなかった国際法の課題について一般に認められた規則を形成するための会議。会議の主な成果は国籍法の抵触に関する初の国際協定となる国籍法の抵触についてのある種の問題に関する条約の締結である。

## 背景
1924年9月22日、国際連盟は国際法に残されていた全ての課題について包括的な制度を形成するための、17か国の代表で構成される委員会を設立する決議案を採決した。委員会の努力により、1930年の国際法典編纂会議開催にこぎつけた。

## 会議の成果
会議は主に下記の課題について検討した：
- 各国の国籍法
- 領海
- 自国の領土における外国人と外国財産への損害に対する国家の責任（国家責任）

しかし、多くの問題で合意できず、国籍法の抵触についてのある種の問題に関する条約のみが参加国の間で合意できた。

## 編纂会議の影響
法律業における国際法典の編纂への興味は1930年の会議以降も続いた。会議の失敗により国際連合の原加盟国は常任委員会の設立を目指し、国際法委員会の設立として結実した。
1930年の会議が失敗したことで、委員会の構成国は国際法の法典編纂にはより慎重に、漸進的に行う必要があることを知った。